# Macrotritopus
Macrotritopus is een geslacht van inktvissen uit de familie van Octopodidae.

## Soorten
- Macrotritopus defilippi (Vérany, 1851)

### Taxon inquirendum
- Macrotritopus equivocus (Robson, 1929)
- Macrotritopus scorpio (Berry, 1920)

### Synoniemen
- Macrotritopus dana => Octopus defilippi var. dama Robson, 1929 => Macrotritopus defilippi (Vérany, 1851)
- Macrotritopus danae (Joubin & Robson, 1929) => Scaeurgus unicirrhus (Delle Chiaje [in Férussac & d'Orbigny], 1841)
- Macrotritopus kempi Robson, 1929 => Macrotritopus defilippi (Vérany, 1851)